# Mozilla Public License
Pour les articles homonymes, voir MPL et Mozilla.
La Mozilla Public License (ou MPL, Licence publique Mozilla en français) est une licence libre créée par Netscape lors de la libération du code source de ce qui devait devenir Netscape Communicator 5 en mars 1998. Celui-ci formera la base du projet Mozilla, qui utilise toujours la MPL aujourd'hui dans sa version 2.0.

## Évolution
Lors de son apparition, cette nouvelle licence a été accueillie plutôt froidement par la Free Software Foundation à la suite d'incompatibilités remarquées avec sa propre licence GPL, d'autant qu'elle était dotée d'une jumelle, la Netscape Public License qui donnait des droits supplémentaires à Netscape. Pour pallier cela, la licence MPL a été revue et permet dans sa version 1.1 de publier un logiciel à la fois sous licence MPL et sous une ou plusieurs autres licences, telles que la GPL.
La plus grande partie du code source de Mozilla est en outre publiée sous une triple licence MPL/GPL/LGPL, ce qui permet théoriquement d'en utiliser une partie dans un logiciel GPL ou LGPL uniquement.
Enfin, le contrôle des évolutions futures de la licence, qui appartenait à AOL depuis son rachat de Netscape, a en outre été transmis à la Fondation Mozilla en juillet 2003.
Le 3 janvier 2012, la Fondation Mozilla annonçait une mise à jour majeure, passant de la Mozilla Public License 1.1, à la Mozilla Public License 2.0.
La version 2.0 est le fruit d'un travail collaboratif entre la communauté et la fondation. L'objectif de la mise à jour était de simplifier, raccourcir et clarifier la licence à la lumière des années de pratique de la version 1.1 et des critiques qui lui avaient été faites par les utilisateurs et praticiens.
Certaines nouveautés font leur apparition, notamment une meilleure compatibilité avec d'autres licences, comme la licence Apache.

## Comparaison avec d'autres licences libres
La comparaison peut principalement se faire en termes de copyleft. Son utilisation par la MPL se situe sur une voie médiane entre le copyleft fort de la GPL et l'absence totale de copyleft des licences de type BSD.
La licence GPL impose en effet de redistribuer tout le programme avec ses sources complètes sous cette même licence dès lors qu'une partie du code utilisé est issu d'un programme sous licence GPL. On dit de la licence GPL qu'elle est héréditaire, car les programmes dérivant d'un ou plusieurs programmes sous GPL héritent de cette caractéristique.
Dans le cas de la licence MPL par contre, si les modifications d'un fichier sous MPL doivent être rendues publiques, ce n'est pas forcément le cas des autres fichiers adjoints au programme. On peut ainsi combiner des fichiers sous licence MPL et sous une autre licence (propriétaire ou non) dans un même logiciel, et seules les modifications apportées aux fichiers sous licence MPL doivent être publiées sous cette licence.
Dans le cas de l'utilisation d'une licence de type BSD enfin, l'absence de copyleft est totale : ni les fichiers adjoints ni les modifications ne doivent être rendus publics, seul le nom de la source initiale doit être mentionné.
L'utilisation de la MPL dans le projet Mozilla a permis l'existence de plusieurs logiciels hybrides, mi-propriétaires, mi-open-source tels que les versions 6 et 7 de Netscape auxquelles étaient ajoutées des parties propriétaires comme la messagerie instantanée d'AOL, ou encore l'interface de développement Komodo.
La licence MPL est parfois mal vue chez certains puristes du logiciel libre, car cette licence est dite permissive. Elle permet d'éditer des programmes issus de code sous plusieurs types de licences sans transmettre leurs caractéristiques aux programmes qui étaient sous un autre type de licence.

## Exemples de logiciels distribués sous licence MPL
- Adobe Flex
- BlueGriffon
- Brave Browser
- LibreOffice depuis la version 4.0 (les nouveaux ajouts sont en double licence MPL et LGPL 3+)[6],[7]
- Mozilla Firefox
- Mozilla Thunderbird
- Nvu
- Scenari
- SeaMonkey

Framasoft recense davantage de logiciels libres sous MPL.